# Atomový poloměr
Atomový poloměr nebo obecněji rozměr atomu je veličina, která není přesně fyzikálně kvantifikována a která není konstantní za všech okolností. Hodnota přiřazená poloměru atomu je závislá na zvolené definici atomového poloměru. Definic existuje větší množství a každá definice je vhodná pro jinou situaci.
Definovat poloměr atomu je velmi problematické, protože může jít o velikost volného atomu nebo o velikost atomu vázaného v molekule. Druhý případ může být také vyjádřen pomocí iontového poloměru, jako rozdíl mezi velikostí kovalentně a iontově vázaného atomu.
Atomový poloměr je definován pomocí elektronů: Rozměr atomového jádra se pohybuje ve femtometrech, tj. asi 100 000× menší než elektronový obal. Toto je komplikováno faktem, že nelze přesně určit polohu elektronu a neexistencí ostré hranice kolem elektronového obalu.
Díky těmto problémům bylo vyvinuto několik metod pro určení atomového poloměru, některé jsou založeny na experimentálních výsledcích, jiné na teoretických výpočtech. Faktem je, že atomy se chovají jako by měly elektrony uspořádány do vrstev o poloměru 30–300 pm, protože rozměry atomů se předvídatelně mění napříč periodickou tabulkou a tyto změny mají důležitý dopad na chemii jednotlivých prvků.

## Změny atomového poloměru v závislosti na poloze v tabulce prvků
Atomové poloměry klesají v periodě tabulky prvků při průchodu zleva doprava a stoupají ve skupině se stoupajícím protonovým číslem. To je z části dáno tím, že distribuce elektronů není náhodná. elektrony jsou uspořádány ve slupkách, které se postupně vzdalují od jádra a dokáží pojmout pouze přesně daný počet elektronů. Každá nová perioda odpovídá nově zaplňované elektronové slupce, která je dál od jádra oproti předchozí.
Druhý efekt, který ovlivňuje změnu atomového poloměru je náboj jádra, který stoupá s protonovým číslem. Kladně nabité jádro přitahuje záporně nabitý elektronový obal. V periodě postupně narůstá náboj jádra, ale elektrony zaplňují stále stejnou slupku, to je důvodem poklesu atomového poloměru v periodě.

### Lanthanoidová kontrakce
Elektrony z podslupky 4f, která je postupně zaplňována od ceru (Z=58) do lutecia (Z=71), stíní ostatní elektrony od vzrůstajícího náboje jádra málo účinně. Takže se vzrůstajícím nábojem jádra vzrůstá i přitažlivá síla působící na elektronový obal. Díky tomuto efektu je poloměr atomu lanthanoidů menší než poloměr atomu předcházejícího. Lanthanoidová kontrakce je významná pro řadu prvků hafnium – platina, dál je kompenzována relativistickým efektem inertního elektronového páru.

### Aktinoidová kontrakce
Aktinoidová kontrakce je méně významná než lanthanoidová, ale příčiny vzniku jsou stejné.

## Experimentální hodnoty atomového poloměru
Experimentální hodnoty atomového poloměru jsou udány v pikometrech s přesností 5 pm.
| Skupina (vertikální)   | 1      | 2      | 3      | 4      | 5      | 6      | 7      | 8      | 9      | 10     | 11     | 12     | 13     | 14     | 15     | 16     | 17     | 18    |  |
| Perioda (horizontální) |        |        |        |        |        |        |        |        |        |        |        |        |        |        |        |        |        |       |  |
| 1                      | H 25   |        |        |        |        |        |        |        |        |        |        |        |        |        |        |        |        | He    |  |
| 2                      | Li 145 | Be 105 |        |        |        |        |        |        |        |        |        |        | B 85   | C 70   | N 65   | O 60   | F 50   | Ne    |  |
| 3                      | Na 180 | Mg 150 |        |        |        |        |        |        |        |        |        |        | Al 125 | Si 110 | P 100  | S 100  | Cl 100 | Ar 71 |  |
| 4                      | K 220  | Ca 180 | Sc 160 | Ti 140 | V 135  | Cr 140 | Mn 140 | Fe 140 | Co 135 | Ni 135 | Cu 135 | Zn 135 | Ga 130 | Ge 125 | As 115 | Se 115 | Br 115 | Kr    |  |
| 5                      | Rb 235 | Sr 200 | Y 180  | Zr 155 | Nb 145 | Mo 145 | Tc 135 | Ru 130 | Rh 135 | Pd 140 | Ag 160 | Cd 155 | In 155 | Sn 145 | Sb 145 | Te 140 | I 140  | Xe    |  |
| 6                      | Cs 260 | Ba 215 | *      | Hf 155 | Ta 145 | W 135  | Re 135 | Os 130 | Ir 135 | Pt 135 | Au 135 | Hg 150 | Tl 190 | Pb 180 | Bi 160 | Po 190 | At     | Rn    |  |
| 7                      | Fr     | Ra 215 | **     | Rf     | Db     | Sg     | Bh     | Hs     | Mt     | Ds     | Rg     | Cn     | Nh     | Fl     | Mc     | Lv     | Ts     | Og    |  |
|                        |        |        |        |        |        |        |        |        |        |        |        |        |        |        |        |        |        |       |  |
| Lanthanoidy            | *      | La 195 | Ce 185 | Pr 185 | Nd 185 | Pm 185 | Sm 185 | Eu 185 | Gd 180 | Tb 175 | Dy 175 | Ho 175 | Er 175 | Tm 175 | Yb 175 | Lu 175 |        |       |  |
| Aktinoidy              | **     | Ac 195 | Th 180 | Pa 180 | U 175  | Np 175 | Pu 175 | Am 175 | Cm     | Bk     | Cf     | Es     | Fm     | Md     | No     | Lr     |        |       |  |
|                        |        |        |        |        |        |        |        |        |        |        |        |        |        |        |        |        |        |       |  |

## Vypočítané atomové poloměry
Vypočítané atomové poloměry v pm.
| Skupina (vertikální)   | 1      | 2      | 3      | 4      | 5      | 6      | 7      | 8      | 9      | 10     | 11     | 12     | 13     | 14     | 15     | 16     | 17    | 18     |  |
| Perioda (horizontální) |        |        |        |        |        |        |        |        |        |        |        |        |        |        |        |        |       |        |  |
| 1                      | H 53   |        |        |        |        |        |        |        |        |        |        |        |        |        |        |        |       | He 31  |  |
| 2                      | Li 167 | Be 112 |        |        |        |        |        |        |        |        |        |        | B 87   | C 67   | N 56   | O 48   | F 42  | Ne 38  |  |
| 3                      | Na 190 | Mg 145 |        |        |        |        |        |        |        |        |        |        | Al 118 | Si 111 | P 98   | S 88   | Cl 79 | Ar 71  |  |
| 4                      | K 243  | Ca 194 | Sc 184 | Ti 176 | V 171  | Cr 166 | Mn 161 | Fe 156 | Co 152 | Ni 149 | Cu 145 | Zn 142 | Ga 136 | Ge 125 | As 114 | Se 103 | Br 94 | Kr 88  |  |
| 5                      | Rb 265 | Sr 219 | Y 212  | Zr 206 | Nb 198 | Mo 190 | Tc 183 | Ru 178 | Rh 173 | Pd 169 | Ag 165 | Cd 161 | In 156 | Sn 145 | Sb 133 | Te 123 | I 115 | Xe 108 |  |
| 6                      | Cs 298 | Ba 253 | *      | Hf 208 | Ta 200 | W 193  | Re 188 | Os 185 | Ir 180 | Pt 177 | Au 174 | Hg 171 | Tl 156 | Pb 154 | Bi 143 | Po 135 | At    | Rn 120 |  |
| 7                      | Fr     | Ra     | **     | Rf     | Db     | Sg     | Bh     | Hs     | Mt     | Ds     | Rg     | Cn     | Nh     | Fl     | Mc     | Lv     | Ts    | Og     |  |
|                        |        |        |        |        |        |        |        |        |        |        |        |        |        |        |        |        |       |        |  |
| Lanthanoidy            | *      | La     | Ce     | Pr 247 | Nd 206 | Pm 205 | Sm 238 | Eu 231 | Gd 233 | Tb 225 | Dy 228 | Ho     | Er 226 | Tm 222 | Yb 222 | Lu 217 |       |        |  |
| Aktinoidy              | **     | Ac     | Th     | Pa     | U      | Np     | Pu     | Am     | Cm     | Bk     | Cf     | Es     | Fm     | Md     | No     | Lr     |       |        |  |
|                        |        |        |        |        |        |        |        |        |        |        |        |        |        |        |        |        |       |        |  |